# Ignaz Friedman
Salomço Ignaz Friedman també conegut per Ignace o Ignacy en Yiddish: שְׁלֹמֹה יִצְחָק פֿרײדמאַן (Podgórze districte de Cracòvia, 13 de febrer de 1882 - Sydney, Austràlia, 26 de gener de 1948) fou un pianista i compositor polonès.
Després d'aprendre solfeig i piano amb el seu pare, fou deixeble de Riemann a Leipzig, i Adler a Viena i finalment, d'en Leschetitzky, donant-se a conèixer molt jove com a concertista. D'una tècnica formidable i d'un temperament altament musical, les seves interpretacions de Beethoven i Chopin, sobretot, pequen tal vegada de quelcom arbitraries, però sorprenent per la seva força i originalitat.
Friedman fou en el seu temps un dels millors pianistes d'Europa, i com a tal va aconseguir triomfs ressonants el mateix en el continent com en Amèrica. També fou un distingit compositor i va escriure diverses obres per a piano i per a violoncel i lieder.
Va completar una edició de les obres de Chopin en 12 volums.